# Сергий (архиепископ Новгородский)
Архиепископ Сергий (в миру Симеон; ум. 9 апреля 1495, Троице-Сергиев монастырь) — епископ Русской православной церкви, архиепископ Новгородский и Псковский.

## Биография
Родом москвич, был сначала в Москве протопопом «Богородским», потом постригся в монашество в Троице-Сергиевом монастыре и был там иеромонахом (по иным — архимандритом).
В архиепископа Новгородского и Псковского избран в Москве по воле великого князя Ивана III 17 июля 1483 года и хиротонисан 4 сентября того же года.
Как избранный без согласия новгородцев, Архиепископ Сергий был не по сердцу им; к тому же он был слаб и духом и телом. «Не хотяху, — говорит летописец, — новгородцы покоритися ему, что не по их он мысли ходит: мнози игумены и попы испродаде и многи пошлины введе; многажды начаша являтися ему святители новгородские, обличающе безумное дерзновение на поставление святительства; во многие недуги возложиша его и невидимою силою порази его о землю и еле жива остави, и пребыл не глаголя, но нем; за посмеяние над святителем Моисеем прииде на него изумление».
По своим немощам архиепископ не мог бороться с распространившейся в то время ересью «жидовствующих».
24 июня 1484 года он оставил епархию и принял схиму в Хутынском Спасо-Варлаамиевом монастыре. Затем, больной уже, переехал в Троице-Сергиев монастырь, где и скончался в 1504 году.
Погребён в Троице-Сергиевом монастыре.
По другим данным, датой смерти архиепископа является 1495 год: так, например, значится в списке погребённых в Троице-Сергиевом монастыре.